# Lebendiger Rosenkranz
Die Gebetsvereinigung Lebendiger Rosenkranz wurde 1826 von Pauline Marie Jaricot in Lyon ins Leben gerufen. Diese Gebetsvereinigung besteht aus Gruppen (sogenannten „Rosen“) von je 15 Betern.  Jedem Gruppenmitglied wird eines der 15 Gesätze des Rosenkranzes zum Gebet zugeteilt. Seit der Einführung der „lichtreichen Geheimnisse“ durch Papst Johannes Paul II. umfasst der Rosenkranz 20 Gesätze und der Lebendige Rosenkranz folglich 20 Beter. Alle Beter einer Gruppe zusammen stellen so einen vollständigen „lebendigen“ Rosenkranz dar.